# Quarto mondo

I Paesi del quarto mondo. In verde gli Stati che non sono più considerati parte del quarto mondo.

Il termine quarto mondo, nato alla fine del XX secolo, è usato per designare i paesi più poveri della Terra.

## Descrizione

### Storia
Nel secondo dopoguerra gli analisti hanno rintracciato l'esistenza di tre "mondi" distinti. Il cosiddetto primo mondo era rappresentato dal blocco capitalista, egemonizzato dagli Stati Uniti. Contrapposto a esso vi era il blocco comunista, la cui potenza egemonica era l'Unione Sovietica. Infine, vi erano molti paesi che non appartenevano né all'uno né all'altro blocco. Erano le cosiddette potenze non allineate, costituite da paesi extraeuropei che si erano affrancati dagli stati colonizzatori.
Con la conferenza di Bandung del 1955, all'interno della quale emerse la centralità dell'India, la posizione dei paesi non allineati fu formalizzata e diede vita ad una terza posizione, anche se la loro volontà di non allearsi con nessuna delle due forze allora dominanti non diede vita ad un vero e proprio terzo polo. Il termine terzo mondo è stato inventato negli anni cinquanta dal demografo ed economista francese Alfred Sauvy per indicare proprio tali paesi. La definizione terzo mondo si allargò successivamente a definire tutti i paesi che non avessero ancora conseguito uno sviluppo economico comparabile a quello dei paesi occidentali.
Negli anni novanta, a causa dello sviluppo in senso capitalistico di alcuni dei paesi del terzo mondo, come le cosiddette tigri asiatiche e di India e Cina, essi diventavano una realtà notevolmente variegata anche dal punto di vista dello sviluppo economico. Nacque così la definizione di Quarto mondo, che comprende i paesi più poveri del pianeta.

### Definizioni
Il termine quarto mondo è profondamente generico. Infatti, secondo alcuni, il quarto mondo comprende semplicemente i paesi in cui la popolazione vive mediamente con meno di un dollaro al giorno. Questo è un indicatore notevolmente parziale. Basti pensare che gran parte del funzionamento dell'economia dei paesi del Sud del mondo (baratto, commercio informale, scambi, eccetera) non viene contabilizzata dalle statistiche economiche ufficiali. Meno arbitrario è l'utilizzo dell'indice di sviluppo umano (ISU), che stila una graduatoria della qualità della vita che è possibile raggiungere in ogni singolo paese. Tiene conto di due aspetti che vanno oltre il mero conteggio degli indicatori economici, cioè la possibilità di avere un'adeguata istruzione e la speranza di vita alla nascita.